# Włochy (Góry Świętokrzyskie)
Włochy – najwyższe wzniesienie (427 m n.p.m.) Pasma Cisowskiego w Górach Świętokrzyskich, położone na północ od Cisowa. Rozległa kopuła Włochów nie posiada wyraźnego szczytu. Wraz z położoną na zachód nieco niższą Stołową (423 m n.p.m.) tworzą oryginalny kolisty grzbiet otwarty ku południu.
Przez szczyt przechodzi  niebieski szlak turystyczny z Chęcin do Łagowa.